# 马林多夫
马林多夫（德語：[maˈʁiːənˌdɔʁf] ⓘ）是德國柏林滕珀尔霍夫-舍讷贝格区的一个下属区，位於滕珀尔霍夫-舍讷贝格区南部。马林多夫在1900年時有人口5,764人。二戰結束時，這裡曾屬於美國佔領區。

## 外部連結
维基共享资源上的相關多媒體資源：Mariendorf
- Mariendorf dp-camp at the United States Holocaust Memorial Museum (Mariendorf dp-camp at the United States Holocaust Memorial Museum，存档于（存檔日期 2013-08-28）)
- Tempelhof-Schöneberg Museum （页面存档备份，存于）
- Official Homepage SV Süden 09 e.V. (soccer team) Archive.today的存檔，存档日期2013-02-12